# おまかせロック
おまかせロックはNTTドコモの携帯電話のセキュリティーサービスで、遠隔で携帯電話にロックをかけることができる。携帯電話の盗難や紛失時に、個人情報漏洩防止やおサイフケータイの不正利用を防ぐ。

## 概要
NTTドコモのFOMA端末で、遠隔でロックをかけることができるサービス。携帯電話紛失時、NTTドコモのインフォメーションセンターへ電話をかけるか、My docomoサイトから、遠隔で携帯電話のロックをかける。ロックがかかった携帯電話は、発信（着信は可能）、メニューやアドレス帳、おサイフケータイなどが利用できなくなる。紛失した携帯電話が圏外にいた場合、電源が入っていなかった場合はロックがかからないが、圏内に復帰した際にロックがかかる。法人契約の場合ビジネスmopera安心マネージャーを利用してロックをかけることができる。（ビジネスmopera安心マネージャーは遠隔消去も可能）

### ロックがかかるもの
基本的に端末操作は不能となる。
- ICカード機能（おサイフケータイ）
- メール
- スケジュール
- 電話帳
- 画像
- ブックマーク　など

ロック中は、音声／テレビ電話着信と電源ON／OFFを除いて、全てのボタン操作がロックされICカード機能など各機能が使えなくなる。なお着信があっても、アドレス帳の情報が画面に表示されず、着信をとることもできない。
SDカード等外部記録媒体やFOMAカードにはロックがかからない。

### 対応機種
902isシリーズ以降に発売されたFOMA（一部非対応あり）
- M1000は独自の遠隔ロックアプリケーションがある。
- BlackBerry等のスマートフォンはサーバーアプリケーションを利用することによって、遠隔でデータ消去の機能がある。
- movaや901i以前の機種では、個別に遠隔ロック機能のある機種がある。

docomo PRO series T-01Aはスマートフォンとしては初めておまかせロックが対応した。

## 利用方法
ドコモインフォメーションセンターでのロック
NTTドコモのインフォメーションセンター（0120-800-000「夜間0120-524-360」）へ電話をかけ、本人確認実施後、インフォメーションセンターにてロックを実施。ロック解除コード（数字）を伝えられるので、携帯発見後、その解除コードを元に、ロックを解除できる。
パソコンでのロック
パソコン用My docomoサイトからログインし、おまかせロックを実施できる。同時に電波の利用中断も利用できる。
ビジネスmopera安心マネージャーでロック
My docomoと同様の方法で、法人の携帯電話の管理担当者が、PC上でおまかせロック、遠隔での電話帳削除、電波の利用中断が可能。
ドコモショップにて解除
契約者本人からの申し出により解除。ただし第三者からロックされている携帯機種を契約者以外の者がロック解除の申出をする場合については、本体に登録されているデータをすべて削除することを了承した上で携帯機種のロックの解除をドコモショップにてしてもらえる。

## 利用料金
- 利用中断と同時の申込の場合:無料
- おまかせロックだけの場合
  - ドコモプレミアクラブ「法人の場合ドコモビジネスプレミアクラブ」会員は無料（回数制限なし）
  - 会員でない場合　インフォメーションセンターからのロック500円　My docomoからのロック300円